# Vladimir Topler
Vladimir Topler, slovenski politik, poslanec in kirurg, * 20. april 1962.

## Življenjepis
Leta 1992 je bil izvoljen v 1. državni zbor Republike Slovenije; v tem mandatu je bil podpredsednik Državnega zbora Republike Slovenije in član naslednjih delovnih teles:
- Komisija za poslovnik,
- Komisija za žensko politiko,
- Komisija za vprašanja invalidov,
- Odbor za infrastrukturo in okolje in
- Odbor za nadzor proračuna in drugih javnih financ (do 21. decembra 1994).